# Anastrepta orcadensis
Anastrepta orcadensis là một loài rêu trong họ Anastrophyllaceae. Loài này được Hook. Schiffner mô tả khoa học đầu tiên năm 1893.